# Myxilla iophonoides
Myxilla iophonoides är en svampdjursart som beskrevs av Swartschewsky 1905. Myxilla iophonoides ingår i släktet Myxilla och familjen Myxillidae.
Artens utbredningsområde är Svarta Havet. Inga underarter finns listade i Catalogue of Life.